# Maß (Lauer)
Die Maß, auch Maßbach genannt, ist ein fast neun Kilometer langer linker und südlicher Zufluss der Lauer in Unterfranken.

## Name
Der Erstbeleg des Ortsnamens Maßbach als Mahesbach (776–796) bezeugt, dass dem Bestimmungswort ein althochdeutscher Personenname Mah/Mach zugrunde liegt.

## Geographie

### Verlauf
Die Maß entspringt westlich des Pfarrdorfes Ebertshausen von Üchtelhausen, fließt in mit geringen Schwankungen nordwestlicher Richtung und mündet in Maßbach in die Lauer.

### Einzugsgebiet
Das 35,7 km² große Einzugsgebiet der Maß ist, naturräumlich gesehen, ein Teil der Mainfränkischen Platten. Fast von Anfang an begrenzt die Maß den nördlichen Teil des links liegende Hesselbacher Waldlandes gegen das rechts ans Ufer reichende Südliche Grabfeld.
Im Einzugsgebiet steht überwiegend Muschelkalk an, anfangs der Obere, etwa ab dem Zufluss des Baches aus dem Rinnig der Mittlere, zuallerletzt im Mündungsort auch der Untere Muschelkalk. Am Ost- und Südrand des Einzugsgebietes liegt teilweise auch der in der Ablagerungsfolge dem Oberen Muschelkalk folgende Lettenkeuper (Exter-Formation) des Unterkeupers. An der Schichtgrenze zwischen Muschelkalk und Keuper laufen teilweise Störungen.
Der höchste Punkt liegt an der Südgrenze an einem Wasserreservoir auf einer Kuppe beim Hoppachshof von Üchtelhausen und erreicht 419 m ü. NHN.
Reihum grenzen die Einzugsgebiete der folgenden Nachbargewässer an:
- Wenig jenseits der nördlichen Wasserscheide fließt der Vorfluter Lauer der Maß westwärts und erfährt deshalb keine wesentlichen Zuflüsse von dieser her.
- Im Osten liegt das Entwässerungsgebiet des großen Lauer-Zuflusses Geißler, die insbesondere über ihre linken Zuflüsse Sauerquellenbach und Altenmünster Mühlbach konkurriert.
- Der im Gelände prominenteste südliche Teil der Gesamtwasserscheide ist auch hydrologisch deren wichtigster Teil, hinter ihr entwässern der Wollenbach, der Höllenbach, der Zellergrundbach und der Lauerbach teils über anders benannten Unterläufe zum Main um Schweinfurt.
- Im Westen strebt das Talwasser unterhalb der Maß zur Lauer, deren Abfluss weit unterhalb der vorgenannten Zuflüsse von ihm über die Fränkische Saale den Main speist.

### Zuflüsse
Liste der Zuflüsse von der Quelle zur Mündung. Mit Gewässerlänge, Einzugsgebiet und Mündungshöhe. Namen und Notnamen teilweise nach der Uraufnahme (1808–1864). Andere Quellen für die Angaben sind vermerkt.
Quelle der Maß / des Maßbachs auf etwa 356 m ü. NHN ca. 1,1 km westlich des Pfarrdorfs Ebertshausen der Gemeinde Üchtelhausen in den Hanerwiesen unter der Honigleite. Namen und Notnamen teilweise nach der Uraufnahme (1808–1864).
- Afterbach von rechts und Ostnordosten auf etwa 337 m ü. NHN an der St 2280 am Kommunaldreieck Üchtelhausen/Stadtlauringen/Maßbach, ca. 1,0 km[BA 4] und ca. 0,8 km²[BA 5]
- Krummer Graben, von links und insgesamt Südosten auf etwa 314 m ü. NHN südlich von Volkershausen kurz wieder auf Üchtelhausener Grund, 3,2 km und 2,5 km²
- Erlenbach, von links und insgesamt Südosten auf etwa 300 m ü. NHN kurz vor Volkershausen an der SW 7/dort KG 2, ca. 5,6 km[BA 4] und 8,2 km²; der Maßbach selbst hat an diesem Zufluss erst eine Länge von 4,3 km und ein Teileinzugsgebiet von 6,8 km²
- (Bach aus Richtung Ballingshausen), von rechts und Osten auf etwa 293 m ü. NHN in Volkershausen, ca. 2,6 km[BA 4] und ca. 2,8 km²[BA 5]
- (Bach aus der Langen Aspan), von rechts und Ostnordosten auf etwa 293 m ü. NHN am Ortsende von Volkershausen, ca. 2,0 km[BA 4] und ca. 1,9 km²[BA 5]
- (Bach aus dem Rinnig), von links und Westsüdwesten auf etwa 275 m ü. NHN, ca. 2,4 km[BA 4] und ca. 8,9 km²[BA 5]
- Reinlesbrunngraben, von rechts und Osten im südlichen Maßbach, ca. 1,7 km[BA 4] und ca. 1,5 km²[BA 5]

Mündung der Maß von links und Südosten auf etwa 266 m ü. NHN in Maßbach in die Lauer. Die Maß ist 8,7 km lang und hat ein 35,7 km² großes  Einzugsgebiet.

### Flusssystem Lauer
- Liste der Fließgewässer im Flusssystem Lauer

### Orte
Die Maß durchquert oder passiert nacheinander die im Folgenden genannten Orte und Siedlungsplätze. Unmittelbare Flussanrainer sind nur die Einträge größter Schachtelungstiefe:
Landkreis Schweinfurt
- Gemeinde Üchtelhausen
  - (ohne Besiedlung am Lauf)

Landkreis Bad Kissingen
- Markt Maßbach
  - Einzelanwesen im Strittig (Aussiedlerhof, in etwas Abstand links)
  - Einzelanwesen im Strittig (Hof, in etwas Abstand rechts)

Landkreis Schweinfurt
- Gemeinde Üchtelhausen
  - (ohne Besiedlung am Lauf)

Landkreis Bad Kissingen
- Markt Maßbach
  - Volkershausen (Kirchdorf)
  - Maßbach (Hauptort)

Außer den genannten Orten am Lauf liegen im Einzugsgebiet auch noch
- das Pfarrdorf Ebertshausen von Üchtelhausen mit nur wenigen Häusern diesseits der Wasserscheide am Südostrand und dessen Kirchdorf Madenhausen am linken Zufluss Erlenbach
- das Kirchdorf Ballingshausen von Markt Stadtlauringen am Beginn eines rechten Zuflusses nahe dem Ostrand
- einige kleine Streusiedlungsplätze von Maßbach links über dem unteren Maßbach bzw. in dessen Seitentälern

### BayernAtlas („BA“)
Amtliche Online-Gewässerkarte mit passendem Ausschnitt und den hier benutzten Layern: Lauf und Einzugsgebiet der Maß

Allgemeiner Einstieg ohne Voreinstellungen und Layer: BayernAtlas der Bayerischen Staatsregierung (Hinweise)
1. 1 2 3 4  Höhe abgefragt auf dem Hintergrundlayer Amtliche Karte (Rechtsklick).
2. ↑  Geologie nach dem Layer Geologischen Karte 1:500.000.
3. ↑  Umschaltbares Hintergrundlayer Historische Karte gibt die Uraufnahme (1808–1864) wieder.
4. 1 2 3 4 5 6  Länge abgemessen auf dem Hintergrundlayer Amtliche Karte.
5. 1 2 3 4 5  Einzugsgebiet abgemessen auf dem Hintergrundlayer Amtliche Karte.

### Gewässerverzeichnis Bayern („GV“)
1. 1 2  Länge nach: Verzeichnis der Bach- und Flussgebiete in Bayern – Flussgebiet Main, Seite 95 des Bayerischen Landesamtes für Umwelt, Stand 2016 (PDF; 3,3 MB) (Seitenzahl kann sich ändern.)
2. 1 2  Einzugsgebiet nach: Verzeichnis der Bach- und Flussgebiete in Bayern – Flussgebiet Main, Seite 95 des Bayerischen Landesamtes für Umwelt, Stand 2016 (PDF; 3,3 MB) (Seitenzahl kann sich ändern.)

### Sonstige
1. ↑  Albrecht Greule: Deutsches Gewässernamenbuch. Walter de Gruyter, Berlin / Boston 2014, ISBN 978-3-11-057891-1, S. 339, „Maßbach“ (Auszug in der Google-Buchsuche).
2. ↑  Brigitte Schwenzer: Geographische Landesaufnahme: Die naturräumlichen Einheiten auf Blatt 140 Schweinfurt. Bundesanstalt für Landeskunde, Bad Godesberg 1968. → Online-Karte (PDF; 4,3 MB)
3. ↑  Heinz Späth: Geographische Landesaufnahme: Die naturräumlichen Einheiten auf Blatt 141 Coburg. Bundesanstalt für Landeskunde, Bad Godesberg 1987. → Online-Karte (PDF; 5,0 MB)